# Boris Alfaro
Boris Xavier Alfaro Chong (La Chorrera, 29 ottobre 1988) è un ex calciatore panamense, di ruolo attaccante.

## Carriera

### Club
Ha giocato nella massima serie dei campionati panamense, boliviano, moldavo e venezuelano.

### Nazionale
Nel 2009 ha giocato una partita con la nazionale panamense.